# Tarjetas personales
Tarjetas personales  es el primer capítulo del ciclo de unitarios ficcionales del programa Historias de corazón, emitido por Telefe. Este episodio se estrenó el día 8 de enero de 2013.

## Trama
Laura (Carolina Papaleo) y Pilar (Emilia Mazer) son dos hermanas, pero no de sangre, que se vuelven a reunir después de varios años, por el fallecimiento de su padre, Lucio. Los viejos rencores y todos los dolores que existen entre ellas no tardan en salir a la luz.
Al encontrar un puñado de tarjetas personales dejadas por su padre antes de morir, Pilar, la hija adoptada, hace un camino de búsqueda y en el mismo se enfrenta a una verdad reveladora. Por su parte Laura, la hija biológica, ha crecido con todo el resentimiento de sentirse desplazada por su hermana a la que cree perfecta. Pero en este encuentro se enfrenta a una verdad que desmorona todos sus pensamientos.

## Elenco
- Carolina Papaleo - Laura Salvatore
- Emilia Mazer - Pilar Salvatore
- Alejo García Pintos - Juan
- Horacio Roca - Pedro
- Susana Ortiz - Carmen
- Norma Pons - Zulma García

## Ficha técnica
- Autora: María de las Mercedes Hernando
- Coordinación autoral: Esther Feldman
- Producción ejecutiva: Susana Rudny
- Dirección: Omar Aiello